# 末岡圀孝
末岡 圀孝（すえおか くにたか、1917年2月1日 - 1998年11月）は、広島県出身のサッカー選手。

## 来歴
広島一中時代は、センターフォワード(CF)だった。早稲田大学理工学部に進学してア式蹴球部に所属、高橋英辰らが同期であり、1938年の全日本蹴球選手権大會（第18回天皇杯全日本サッカー選手権大会）で優勝メンバーに名を連ねている。また、1940年4月の全日本蹴球選手権大會（第20回天皇杯全日本サッカー選手権大会）では早大WMWのメンバーとして大会準優勝に貢献した。
また、大学在学中の1939年8月27日には関東州代表戦でサッカー日本代表として初出場。また、同年9月の日満華交歓競技大会および1940年6月の紀元二千六百年奉祝東亜競技大会に出場し、国際Aマッチ1試合を含む合計4試合に出場した。中華民国代表戦で1ゴール(PK)がある。
その後石川島播磨重工業に勤めたが、サッカーをどの程度続けたかは不明。

## 所属クラブ
- 広島県立広島第一中学校（現：広島県立広島国泰寺高等学校）
- 早稲田大学/早大WMW
- 石川島播磨重工業（サッカーを続けたかは不明）

## 代表歴

### 出場大会
- 対・関東州（1939年8月27日）
- 日満華交歓競技大会
- 紀元二千六百年奉祝東亜競技大会

### 試合数
- 国際Aマッチ 1試合 0得点(1940)

| 日本代表 | 国際Aマッチ | 国際Aマッチ | その他 | その他 | 期間通算 | 期間通算 |
| 年       | 出場        | 得点        | 出場   | 得点   | 出場     | 得点     |
| -------- | ----------- | ----------- | ------ | ------ | -------- | -------- |
| 1939     | 0           | 0           | 3      | 1      | 3        | 1        |
| 1940     | 1           | 0           | 0      | 0      | 1        | 0        |
| 通算     | 1           | 0           | 3      | 1      | 4        | 1        |

### 出場
| No. | 開催日         | 開催都市 | スタジアム     | 対戦相手   | 結果 | 監督     | 大会             |
| --- | -------------- | -------- | -------------- | ---------- | ---- | -------- | ---------------- |
| 1.  | 1940年06月16日 | 兵庫県   | 甲子園南運動場 | フィリピン | ○1-0 | 竹腰重丸 | 奉祝東亜競技大会 |